# José Macia
José Macia (Santos,  25 de febrero de 1935), más conocido como el Pepe, es un exfutbolista y entrenador brasileño, con raíces españolas (Ourense, Galicia). Jugaba de volante o delantero y jugó toda su carrera en Santos y en la selección brasileña.
Pepe afirma ser "el mejor delantero humano en la historia de Santos", ya que Pelé "bajó de Saturno".

## Trayectoria
Jugó únicamente en el Santos Futebol Clube, de 1954 a 1969. Fue un artillero nato, goleador de potente tiro y dotado de una gran técnica, gran ejecutante de tiros libres y faltas. 

### Santos FC
Anotó con la casaquilla de Santos 405 goles en 750 encuentros, siendo el segundo goleador histórico del club, después de Pelé. Fue parte del mejor equipo de la historia del "Peixe", denominado el 'equipo maravilla' con Pelé, Coutinho, Zito, entre otros, que lo ganó todo; once campeonatos paulistas, seis campeonatos brasileños (cinco de ellos de manera consecutiva), dos copas Libertadores en 1962 y 1963, incluyendo sus dos respectivas copas Intercontinentales; primero la Copa Intercontinental 1962 donde anotó un gol en el 5-2 que le endilgó Santos al Benfica en el Estádio da Luz en Portugal, y la Copa Intercontinental 1963 donde fue figura y le anotó dos goles al Milan en la victoria 4-2 en el Maracaná.

### Selección nacional y participación en Copas del Mundo
Ha sido internacional con la selección de fútbol de Brasil en 41 ocasiones. Su debut como internacional se produjo en 1955. Marcó un total de 22 goles con su selección. 

ES el único jugador en la historia en ganar dos mundiales, sin jugar un solo minuto.
- Participó en la Copa Mundial de Fútbol Suecia de 1958. Pepe de 23 años, estuvo de suplente todo el torneo, se proclamó campeón sin jugar de ese mundial con su selección, ganando la final 5 a 2 contra Suecia.

- Participó también en la Copa Mundial de Fútbol Chile de 1962, donde se encontraba en el mejor momento de su carrera y hacia una dupla perfecta con Pelé. Pepe era titular indiscutible de la 'canarinha', pero una lesión días antes del mundial, hizo que fuera reemplazado por el histórico Zagallo y de nuevo consiguió proclamarse campeón sin jugar un solo minuto, esta vez contra Checoslovaquia, venciendo por 3-1.

### Carrera como entrenador
Fue entrenador del club de sus amores: Santos de 1972 a 1974, obteniendo un título paulista en 1973. Luego pasó al Paulista, pero más tarde regresó al Santos entre 1979-1980, para luego pasar por el São José, Náutico y tener una experiencia en Al-Sadd de Catar del 1983 al 1984.  
En 1985 dirige al Fortaleza Esporte Clube, y a comienzos de 1986 pasa al Inter de Limeira y sorprendentemente obtiene el Campeonato Paulista, derrotando a Palmeiras en la final. A raíz de esa gran campaña un grande como São Paulo lo ficha a mediados de 1986 a 1987, llevándose el Campeonato Brasileño de Serie A, el 25 de febrero. Luego dirige al Boavista de Portugal de 1987 a 1989. 
En 1989 es llamado a dirigir a la selección peruana de fútbol que se preparaba para las eliminatorias de Italia 1990 donde cumple un papel más que discreto, siendo considerado por el público y periodistas especializados, como el peor seleccionador que dirigió a ese país. Regresa a Santos a fines del 89 hasta mediados del 91. Estuvo en Japón de 1991 a 1993, con el Verdi Kawasaki, hoy Tokyo Verdy, siendo campeón de liga en 1993. Dirigió al Guarani FC a fines de 1993, después regresó nuevamente a Santos en el 94, y luego ascendió en 1995 al Atlético Paranaense, siendo campeón de la Serie B brasileña. El último club que dirigió fue Ponte Preta en el 2006.

## Palmarés

### Como jugador

#### Campeonatos regionales
| Título               | Equipo      | Estado/s                   | Año  |
| -------------------- | ----------- | -------------------------- | ---- |
| Campeonato Paulista  | Santos F.C. | São Paulo                  | 1955 |
| Campeonato Paulista  | Santos F.C. | São Paulo                  | 1956 |
| Campeonato Paulista  | Santos F.C. | São Paulo                  | 1958 |
| Torneo Río-São Paulo | Santos F.C. | Río de Janeiro - São Paulo | 1959 |
| Campeonato Paulista  | Santos F.C. | São Paulo                  | 1960 |
| Campeonato Paulista  | Santos F.C. | São Paulo                  | 1961 |
| Campeonato Paulista  | Santos F.C. | São Paulo                  | 1962 |
| Torneo Río-São Paulo | Santos F.C. | Río de Janeiro - São Paulo | 1963 |
| Campeonato Paulista  | Santos F.C. | São Paulo                  | 1964 |
| Torneo Río-São Paulo | Santos F.C. | Río de Janeiro - São Paulo | 1964 |
| Campeonato Paulista  | Santos F.C. | São Paulo                  | 1965 |
| Torneo Río-São Paulo | Santos F.C. | Río de Janeiro - São Paulo | 1966 |
| Campeonato Paulista  | Santos F.C. | São Paulo                  | 1967 |
| Campeonato Paulista  | Santos F.C. | São Paulo                  | 1968 |
| Campeonato Paulista  | Santos F.C. | São Paulo                  | 1969 |

#### Campeonatos nacionales
| Título                        | Equipo      | País   | Año  |
| ----------------------------- | ----------- | ------ | ---- |
| Taça Brasil                   | Santos F.C. | Brasil | 1961 |
| Taça Brasil                   | Santos F.C. | Brasil | 1962 |
| Taça Brasil                   | Santos F.C. | Brasil | 1963 |
| Taça Brasil                   | Santos F.C. | Brasil | 1964 |
| Taça Brasil                   | Santos F.C. | Brasil | 1965 |
| Torneio Roberto Gomes Pedrosa | Santos F.C. | Brasil | 1968 |

#### Campeonatos internacionales
| Título                       | Equipo              | Sede           | Año  |
| ---------------------------- | ------------------- | -------------- | ---- |
| Copa Mundial de Fútbol       | Selección de Brasil | Suecia         | 1958 |
| Copa Mundial de Fútbol       | Selección de Brasil | Chile          | 1962 |
| Copa de Campeones de América | Santos F.C.         | Buenos Aires   | 1962 |
| Copa Intercontinental        | Santos F.C.         | Lisboa         | 1962 |
| Copa de Campeones de América | Santos F.C.         | Buenos Aires   | 1963 |
| Copa Intercontinental        | Santos F.C.         | Río de Janeiro | 1963 |

### Como entrenador

#### Campeonatos regionales
| Título              | Equipo                  | Estado/s  | Año  |
| ------------------- | ----------------------- | --------- | ---- |
| Campeonato Paulista | Santos F.C.             | São Paulo | 1973 |
| Campeonato Cearense | Fortaleza Esporte Clube | Ceará     | 1985 |
| Campeonato Paulista | Inter de Limeira        | São Paulo | 1986 |

#### Campeonatos nacionales
| Título               | Equipo              | País   | Año  |
| -------------------- | ------------------- | ------ | ---- |
| Serie A              | São Paulo F.C.      | Brasil | 1986 |
| J. League Division 1 | Tokyo Verdy         | Japón  | 1993 |
| Serie B              | Atlético Paranaense | Brasil | 1995 |